# Lars Svenson
Lars Gunnar Svenson, född 6 juni 1942 i Högalids församling, Stockholm, är en svensk regissör, kulturjournalist och teaterchef.

## Biografi
Svenson är son till civilingenjör Gunnar Svenson och hans hustru Gerd, född Johansson. Han avlade byggnadsingenjörsexamen 1967. Därpå följde studier vid Lunds universitet 1967-1970 innan han fick anställning som musik-, film- och teaterskribent vid Helsingborgs dagblad. 
Mellan 1974 och 1981 var han anställd som regissör vid Helsingborgs stadsteater, därefter verkade han vid Norrbottensteatern mellan 1979 och 1981 innan han återvände till Helsingborgs stadsteater. Han var teaterns chef 1989-2001.
Han gifte sig 1985 med modedirektrisen Lena Danielsson, med vilken han har två söner.

## Teater

### Regi
| År   | Produktion                                 | Upphovsmän                                                                       | Teater                   |
| ---- | ------------------------------------------ | -------------------------------------------------------------------------------- | ------------------------ |
| 1974 | Kärleksföreställningen                     | Margareta Garpe och Suzanne Osten                                                | Helsingborgs stadsteater |
| 1975 | Föräldrarna                                | Lilla Klara-gruppen                                                              | Helsingborgs stadsteater |
| 1975 | Ett drömspel                               | August Strindberg                                                                | Helsingborgs stadsteater |
| 1976 | Aska Ashes                                 | David Rudkin Översättning Kåre Santesson                                         | Helsingborgs stadsteater |
| 1977 | Mäster Olof                                | August Strindberg                                                                | Helsingborgs stadsteater |
| 1977 | Lejonet och jungfrun Tyren og jomfruen     | Knut Faldbakken Översättning Kåre Santesson                                      | Helsingborgs stadsteater |
| 1978 | Kvinnor och äppelträd                      | Moa Martinson Dramatisering Leif Sundberg                                        | Helsingborgs stadsteater |
| 1978 | Vargen - en upptäcktsresa Claw             | Howard Barker                                                                    | Helsingborgs stadsteater |
| 1981 | Maria Stuart                               | Friedrich Schiller Översättning Bertil Malmberg                                  | Helsingborgs stadsteater |
| 1982 | Släpp svångremmar loss, kabaré             |                                                                                  | Helsingborgs stadsteater |
| 1982 | Läkare Ärztinnen                           | Rolf Hochhuth Översättning Ulla Olsson och Herbert Grevenius                     | Helsingborgs stadsteater |
| 1983 | Århundradets kärlekssaga                   | Märta Tikkanen Bearbetning Kerstin Wartel och Lars Svenson                       | Helsingborgs stadsteater |
| 1984 | Den vitklädda The Belle of Amherst         | William Luce Översättning Britt G. Hallqvist                                     | Helsingborgs stadsteater |
| 1984 | Brevbäraren från Arles Postbudet fra Arles | Ernst Bruun Olsen Översättning Per Erik Wahlund                                  | Helsingborgs stadsteater |
| 1985 | Advent                                     | August Strindberg                                                                | Helsingborgs stadsteater |
| 1987 | Mamma älskar dig... Homefront              | James Duff Översättning Christian Zell                                           | Helsingborgs stadsteater |
| 1988 | En natt i februari                         | Staffan Göthe                                                                    | Helsingborgs stadsteater |
| 1988 | Panget The Foreigner                       | Larry Shue Översättning Göran O. Eriksson                                        | Helsingborgs stadsteater |
| 1990 | Viola och hennes gubbar eller 4xZ          |                                                                                  | Helsingborgs stadsteater |
| 1990 | Lyrik för Beethoven och jakten på Elise!   |                                                                                  | Helsingborgs stadsteater |
| 1990 | Muraren som slutade vissla Hakkedrenge     | Leif Esper Andersen Dramatisering Leif Sundberg och Pierre Dahlander             | Helsingborgs stadsteater |
| 1991 | Bamse - världens starkaste björn           | Rune Andréasson                                                                  | Helsingborgs stadsteater |
| 1995 | Heliga Birgittas uppenbarelser             |                                                                                  | Helsingborgs stadsteater |
| 1995 | Skenbara drömmar                           | Sigmund Freud Texturval Lars Svenson                                             | Helsingborgs stadsteater |
| 1995 | Lille prinsen Le Petit Prince              | Antoine de Saint-Exupéry Dramatisering Jacques Ardouin, Översättning Gunvor Bang | Helsingborgs stadsteater |
| 1996 | Katt bland hermelinerna                    | Lars Svenson                                                                     | Helsingborgs stadsteater |
| 2000 | Kode                                       | Bengt Ohlsson                                                                    | Helsingborgs stadsteater |